# Kirsten Johnson
Kirsten Johnson (née en 1965) est une réalisatrice et directrice de documentaires américaine. Elle est surtout connue pour ses reportages dont elle a fait plusieurs longs métrages documentaires assez connus dont The Oath. En 2016, elle a sorti Cameraperson, un film qui se compose de diverses séquences de ses décennies de travail dans le monde entier en tant que réalisateur de documentaires. Dirigé par Johnson elle-même, Cameraperson a été salué pour sa façon d'aborder le thème de l'éthique du documentaire entrelacée avec la réflexion de Johnson sur ses expériences personnelles.
Les films que Kirsten Johnson a filmés ou réalisés ont reçu de nombreuses nominations et récompenses au fil des ans, et elle est maintenant membre de l'Académie des arts et des sciences du cinéma (AMPAS en anglais).

## Jeunesse
Kirsten Johnson a été élevée dans le Wyoming, dans une famille très religieuse qui lui imposait des restrictions d'accès au cinéma et à la télévision. Elle n'a eu aucun accès à un médium avant qu'elle ait atteint l'université.

## Carrière

### Cinématographie
Après avoir obtenu un baccalauréat en beaux-arts et littérature de l'université Brown en 1987, Kirsten Johnson est entrée dans le monde du cinéma en Afrique de l'Ouest, où elle a fait ses débuts dans la fiction et dans la non-fiction. Elle a ensuite étudié le cinéma à Paris, puis a été la principale cadreuse de divers documentaires, voyageant à ce titre dans de nombreux pays. Au total, elle a dirigé plus de 40 reportages en tant que directeur de la photographie. Avec d'autres emplois dans le domaine des caméras et de l'électricité, elle a un total de plus de 70 crédits dans différents films. Elle a notamment participé à Derrida (2002), un documentaire sur le philosophe français Jacques Derrida, au documentaire Darfur Now (2006) et à Pray the Devil Back to Hell (2008) qui a remporté le prix du meilleur documentaire au Tribeca Film Festival. Ses travaux les plus récents sont The Oath (2010) et Citizenfour (2014), tous deux dirigés par Laura Poitras. The Oath concerne le chauffeur d'Oussama ben Laden, Abu Jandal. Kirsten Johnson a remporté un prix pour ce documentaire au Festival du film de Sundance,. Citizenfour, qui a remporté l'Oscar du meilleur documentaire en 2015 concerne Edward Snowden et ses révélations sur la National Security Agency (NSA). Kirsten Johnson a tourné des films sur des sujets très variés, du mouvement de chasteté chrétienne évangélique (Virgin Tales, 2012) au terrorisme au Moyen-Orient (The Oath). Sa photographie est également présentée dans Fahrenheit 9/11 de Michael Moore, le court métrage Asylum nommé aux Oscars, Ladies First, primé aux Emmy Awards, et les documentaires présentés en avant-première au festival de Sundance Finding North, This is Not yet Rated et American Standoff .

### Réalisation
Kirsten Johnson a réalisé six films, dont le plus remarquable est Cameraperson[réf. nécessaire], qui reprend des mémoires personnelles présenté dans un style « collage » (2016). Il exprime le lien entre la réalisatrice et les sujets qu'elle avait filmés pendant ses années derrière la caméra. Alors qu'elle a travaillé pendant 25 ans comme cinéaste, elle a voyagé à travers le monde dans des endroits tels que la Bosnie, le Darfour, Kaboul et le Texas. Surtout en Bosnie, en Afghanistan et au Yémen, elle a été témoin et a filmé des événements et des interviews émotionnels, parfois traumatisants. Elle a eu accès à des images de rechange des films qu'elle a tournés et a rassemblé des scènes qui avaient un sens pour elle dans le film documentaire Cameraperson. Il a été diffusé en avant-première à Sundance et a remporté le grand prix du jury au Sheffield Doc / Fest en 2016.
En 2015, Kirsten Johnson a sorti un court métrage intitulé The Above. Tout comme Cameraperson, ce film était composé de séquences qu'elle avait initialement tournées pour un autre film. Il parle d'un ballon de surveillance militaire qui survole la ville de Kaboul en Afghanistan pour des raisons inconnues. The Above a été créée au Festival du film de New York. De plus, son film de 1999 Innocent Until Proven Guilty étudie le nombre d'hommes afro-américains dans le système judiciaire américain.
Son deuxième documentaire, Dick Johnson Is Dead, a été diffusé en première en 2020 au Festival du film de Sundance, où il a reçu un prix spécial pour l'innovation dans la narration hors fiction. Le film est une dédicace à son père et une exploration de la mortalité humaine.

## Vie privée
Kirsten Johnson est basée à Manhattan où elle est professeur assistante à l'université de New York. Son frère, Kirk Johnson, est le directeur du musée national d'histoire naturelle du Smithsonian.
Johnson a adopté des jumeaux avec le peintre Boris Torres et le cinéaste Ira Sachs. Elle, Sachs et Torres étaient dans des cercles sociaux similaires, sont devenus amis et ont décidé de vivre l'expérience de la parentalité ensemble. Ils vivent maintenant dans des appartements voisins à Manhattan et partagent également le temps des jumeaux en deux.